# St. Ägidius (St. Ilgen (Sulzburg))

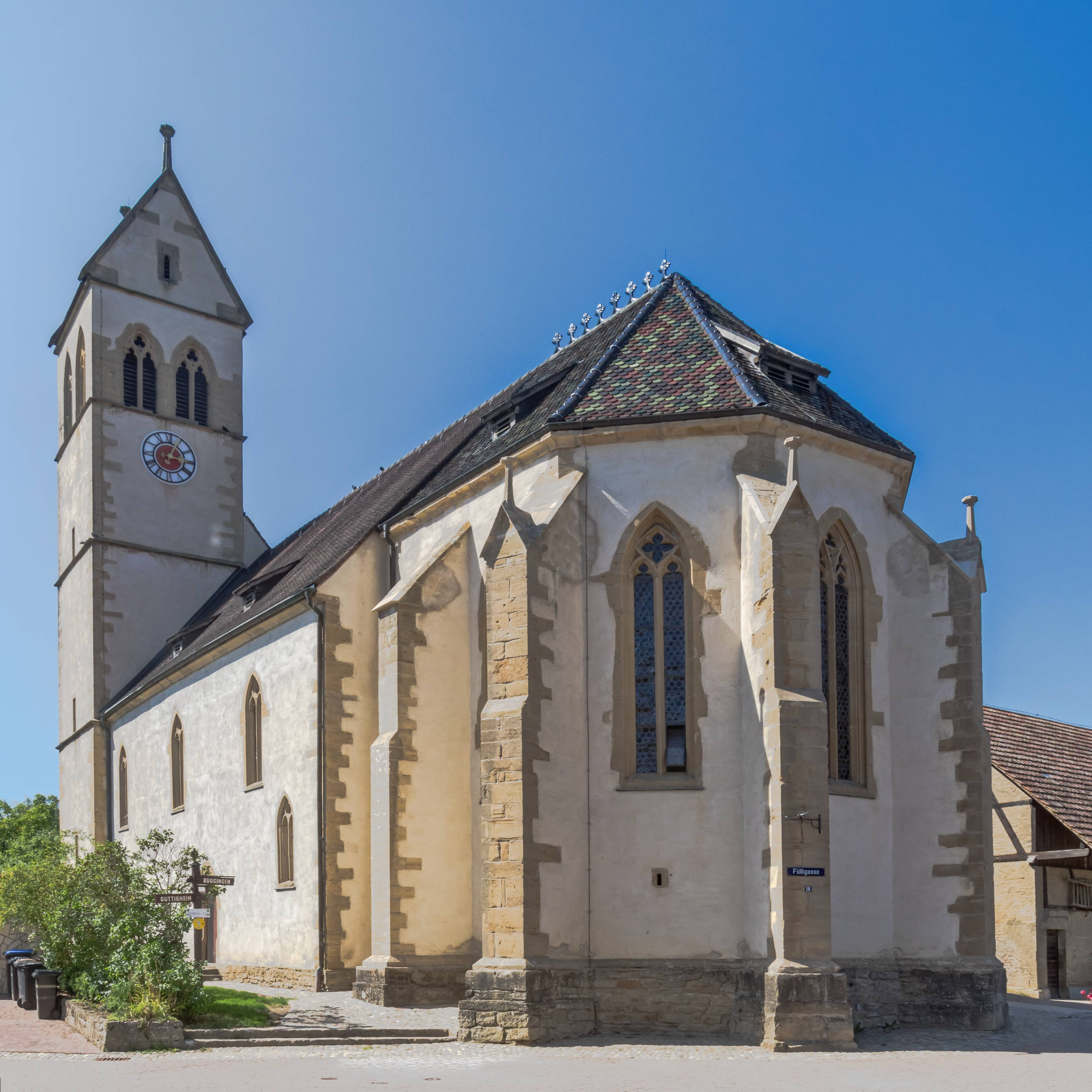
Die Kirche von der Chorseite aus gesehen, wie sie sich den Bewohnern des Ortes zeigt

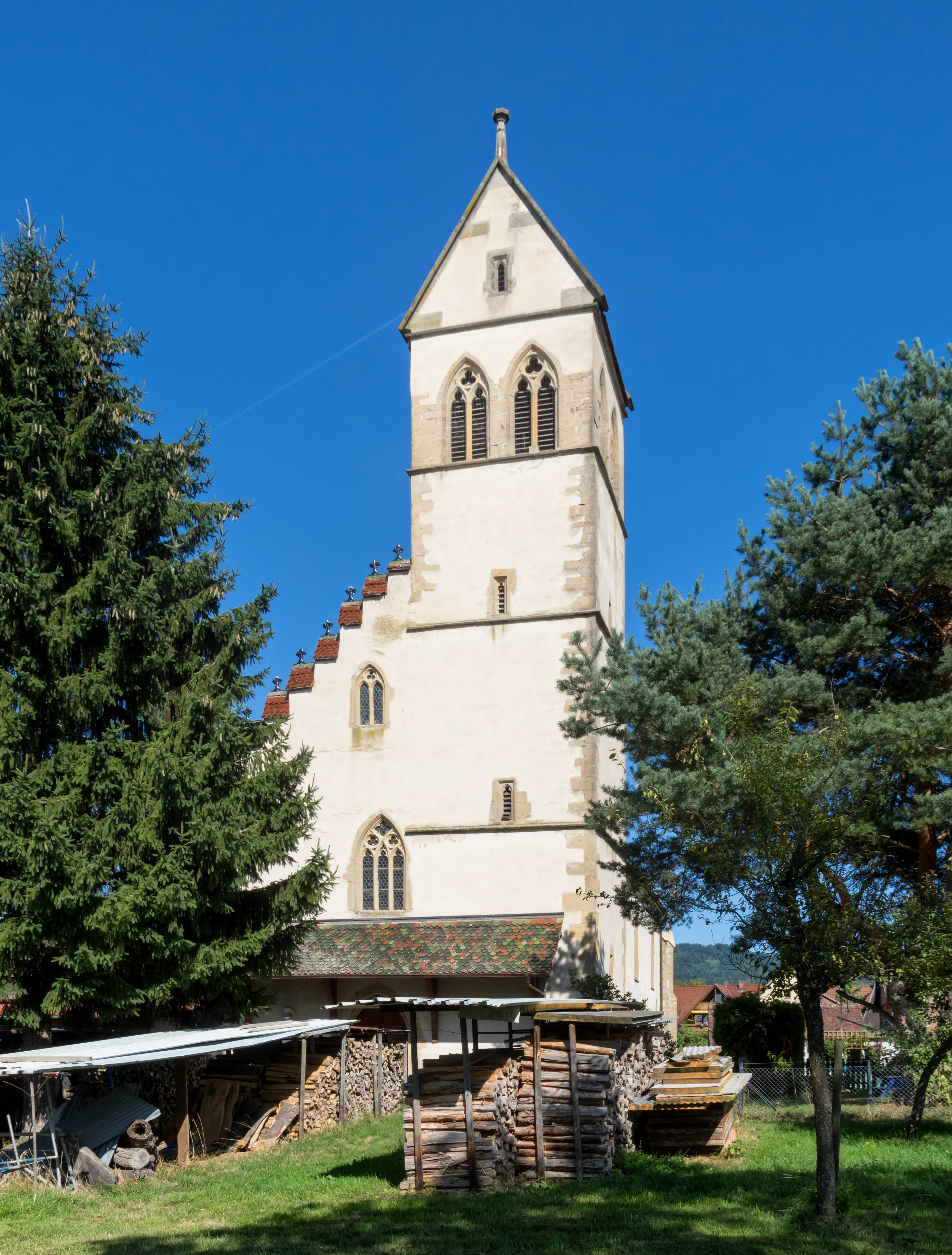
Die Portalseite bei Blick von den Feldern in Richtung des Ortes

St. Ägidius ist die evangelische Pfarrkirche des kleinen Winzerdorfs St. Ilgen, das kirchlich der „Evangelischen Kirchengemeinde Laufen mit St. Ilgen“ angehört, die gemeinsam mit der von „Sulzburg mit Ballrechten-Dottingen“ verwaltet wird.
St. Ilgen war wohl einmal eine selbstständige Pfarrei, wie aus der Grabplatte eines Pfarrers (mehr dazu unter „Ausstattung“) und einem ursprünglich an die Nordseite der Kirche angebauten Pfarrhaus geschlossen werden kann. Nachdem sie der Propstei Betberg inkorporiert worden war, wohnten in dem Haus zwei Kapläne, die die Filialen Betbergs zu versehen hatten. Zur Zeit der Reformation wurde es dem Pfarrer von Buggingen zugewiesen, weil das dortige Pfarrhaus nicht bewohnbar war. Anfang des 19. Jahrhunderts wurde diese Kaplanei abgerissen. 1834 kam St. Ilgen im Zuge einer kleinen Kirchenreform zu Laufen, dem die Bewohner politisch ohnehin zugehörig waren.

## Name
1089 wird in den Annalen des Klosters St. Peter die „Ecclesia ad Tiliam“ als „ad Sanctum Aegidium vulgo St. Ilg“ erstmals erwähnt. 1323 heißt es „sant Gylien“, 1360 „sant Gylgen“, 1370 „capella s. Egidii“, um 1500 „S. Gilgenkapelle zu S. Gilgen“.
1732 hatte der damalige Pfarrer Joh. Phil. Lindemann von Betberg von dem Basler Gelehrten Dr. Jacobus Helius den Hinweis erhalten, der Name gehe auf den heiligen Ägidius zurück, einen der Vierzehn Nothelfer. Dafür spricht schon die Tatsache, dass auch ein weiterer badischer Ort St. Ilgen, heute ein Stadtteil von Leimen, seinen Namen der dortigen St.-Aegidius-Kirche zu verdanken hat. Der Legende nach soll ein fränkischer Prinz, dem dieser Heilige bei der Jagd erschienen sei, die Kirche gestiftet haben. Der heilige Ägidius wird mit einer Hirschkuh dargestellt, die sich einmal vor Jägern in seine Einsiedelei geflüchtet, ihn ernährt und sogar vor dem Tod gerettet habe. So gab es auch in St. Ilgen „ein Schnitzbild, das ein Reh vorstellte, welches an einem Manne in die Höhe schaute. Erst vor einigen Jahrzehnten ist es abhanden gekommen“, also in der ersten Hälfte des 19. Jahrhunderts. Auch eine mit dem heiligen Ägidius verbundene Legende könnte nach St. Ilgen verweisen. Als ein Klosterbruder Zweifel an der Jungfräulichkeit Marias geäußert habe, soll er drei Fragen in den Sand geschrieben haben: War Maria vor der Empfängnis Jungfrau? War Maria bei der Empfängnis Jungfrau? War Maria nach der Empfängnis Jungfrau? An allen drei Stellen seien weiße Lilien aus dem dürren Boden erblüht. Diese Legende könnte die Lilien am Kirchenbauwerk und im Wappen von Laufen-St. Ilgen erklären, zumal „Ilge“ oder „Gilge“ alemannisch für Lilie steht. Kraus meint, der heilige Ägidius sei hier wohl als identisch mit dem heiligen Eligius zu sehen – dessen Attribut allerdings ist nicht die Hirschkuh (Reh), sondern das Pferd.
Pfarrer Lindemann selbst zog allerdings eine Ableitung von „St. Ottilien“ vor. „Die Kirche von St. Ilgen, seit jeher zu St. Peter gehörig, sei ein ‚templum‘ oder ‚fanum <Heiligtum> Sanctae Ottiliiae‘; die erste Silbe von Ottilien sei weggefallen und man habe St. Iljen oder St. Ilgen daraus gemacht“ Auch für die Herleitung von St. Ottilien wird eine Legende angeführt. Die blinde Ottilia, Tochter eines elsässischen Ritters, habe einen ihr zugedachten, aber ungeliebten Mann nicht heiraten wollen und sei deshalb über den Rhein geflohen. Sie sei in ein kleines Dörflein gekommen, wo das Wasser einer Quelle der Blinden das Augenlicht wiedergegeben habe. Aus Dankbarkeit habe sie eine Kapelle über der Quelle errichten lassen und den Ort St. Ilgen genannt. Dazu (wie auch zu der fränkischen Stiftung) würde es passen, dass bis in das 18. Jahrhundert St. Ilgen ein Wallfahrtsort gewesen sein soll, der überwiegend von Elsässern besucht worden sei, wobei einem Brunnen Heilwirkung zugeschrieben worden sei. Tatsächlich steht die – trotzdem weithin sichtbare – Kirche nicht etwa an erhöhter Stelle, sondern in der Senke fast an der tiefsten Stelle des Ortes. Bei ihr ist zwar ein Brunnen zu finden, allerdings liegt sie nicht an einer Quelle, sondern am Hohlenbach. Ottilia wird zudem, mit etwas abweichender Legende, auch von anderen Orten in Anspruch genommen, so etwa von St. Ottilien in Freiburg.
Die Wallfahrt aus dem Elsass (und dem Breisgau) wird auch ganz anders begründet. Dafür habe „eine an der Westseite der Kirche angebrachte ziemlich obscöne Bildsäule Veranlaßung gegeben. Ein Betburger Vikar soll sie haben zerschlagen lassen.“ Dabei soll es sich nach den Aufzeichnungen eines Pfarrers aus Betberg von 1747 um einen „homo cacaturiens“ gehandelt haben, dem die Pilger Opfer dargebracht und von dem sie Sandkörner mitgenommen hätten, um sie pulverisiert in Wein gegen Verdauungsprobleme zu sich zu nehmen.

## Geschichte

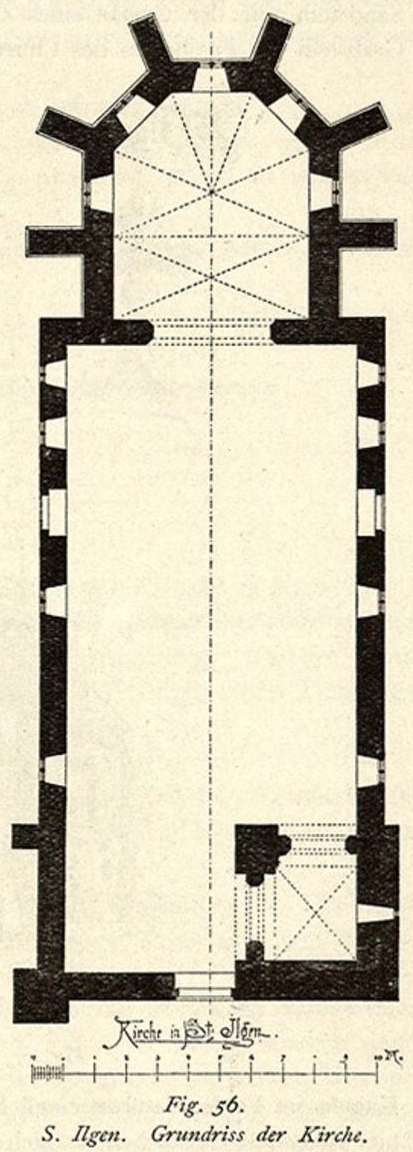
Grundriss der Kirche

Wo die Kirche lag, die 1089 schon längst vorhanden gewesen sein soll, ist nicht bekannt; auch archäologische Sondierungen 1987 erbrachten keine Ergebnisse. Die heutige Kirche weist zwei Besonderheiten auf: sie ist viel zu groß für das kleine Dorf und sie liegt ganz am Rande des Ortes, dem sie sich mit der Ansicht ihres Chores von der Rückseite präsentiert – ihr nach Westen gerichteter Eingang weist auf das freie Feld, sodass man aus den abgebildeten Grundriss drehen muss, um sich in die Position der Bewohner zu versetzen. Beides bleibt geheimnisvoll, lässt sich aber möglicherweise mit einer alten Wallfahrt erklären.
Der Bau stammt vom Ende des 13. und Anfang des 14. Jahrhunderts. Das Untergeschoss des Turmes ist noch in die späte Romanik einzuordnen, die restlichen Bauteile in die frühe Gotik. Im Dreißigjährigen Krieg wurde die Kirche ausgeraubt. 1902/04 wurde sie renoviert. 1985/89 erfolgte die letzte grundlegende Renovierung, die besonders im Außenbereich wegen des verwahrlosten Gebäudezustands dringend erforderlich war. In diesem Zusammenhang wurde das Gebäude auch mit einer Elektroinstallation und eigens entworfenen Leuchten versehen.

## Beschreibung
Das Langhaus ist ein einschiffiger, flachgedeckter Bau, an den sich nach einem spitzen Chorbogen der Chor anschließt, der – durch ein Joch abgesetzt – mit fünf Seiten eines Achtecks geschlossen ist. In das Langhaus ist der viergeschossige Turm eingestellt, der die romanische Form mit Satteldach bewahrt hat, im Obergeschoss aber je ein Paar gekuppelte zweiteilige gotische Maßwerkfenster mit Dreipässen aufweist; in den Untergeschossen finden sich leere spitzbogige Mauerschlitze. Der Turm hatte ursprünglich auf der zum Ort gelegenen Ostseite eine Sonnenuhr, die durch eine mechanische Uhr ersetzt worden ist.
Der Eingang an der Westseite ist mit einem einfachen Spitzbogen versehen, darüber ein großes dreiteiliges Maßwerkfenster mit Vierpass und ein weiteres, zweiteiliges Spitzbogenfenster. Die Eingangsfassade hat gegen den Turm ansteigend einen originellen halben Treppengiebel, der mit kleinen Satteldächern und Kreuzlilien geschmückt ist. Quer über die ganze Fassade ist bei der Renovierung 1902 auf die vorhandenen Kragsteine ein Vordach gesetzt worden. Entsprechend ist man bei dem Eingang auf der Nordseite vorgegangen, der mit genauso einem schlichten Portal versehen ist wie der auf der Südseite. Das Langhaus weist darüber hinaus je vier hochliegende und ein tiefer liegendes gotisches Fenster mit Dreipass auf, alle schmal und zweiteilig. Entsprechend sind auch die fünf Fenster des leicht eingezogenen Chores gestaltet, der von Strebepfeilern gestützt ist, deren östlichste mit Spitzdächern und Fialen gekrönt sind. Der Chor ist kaum höher als das Langhaus. Das gesamte Dach ist bei den Renovierungen 1902 und 1985 nach alten Befunden mit glasierten Ziegeln gedeckt worden, wie auch die Kreuzlilien auf dem First des Chores und auf dem Treppengiebel auf Bauaufnahmen von 1889 und 1891 beruhen.

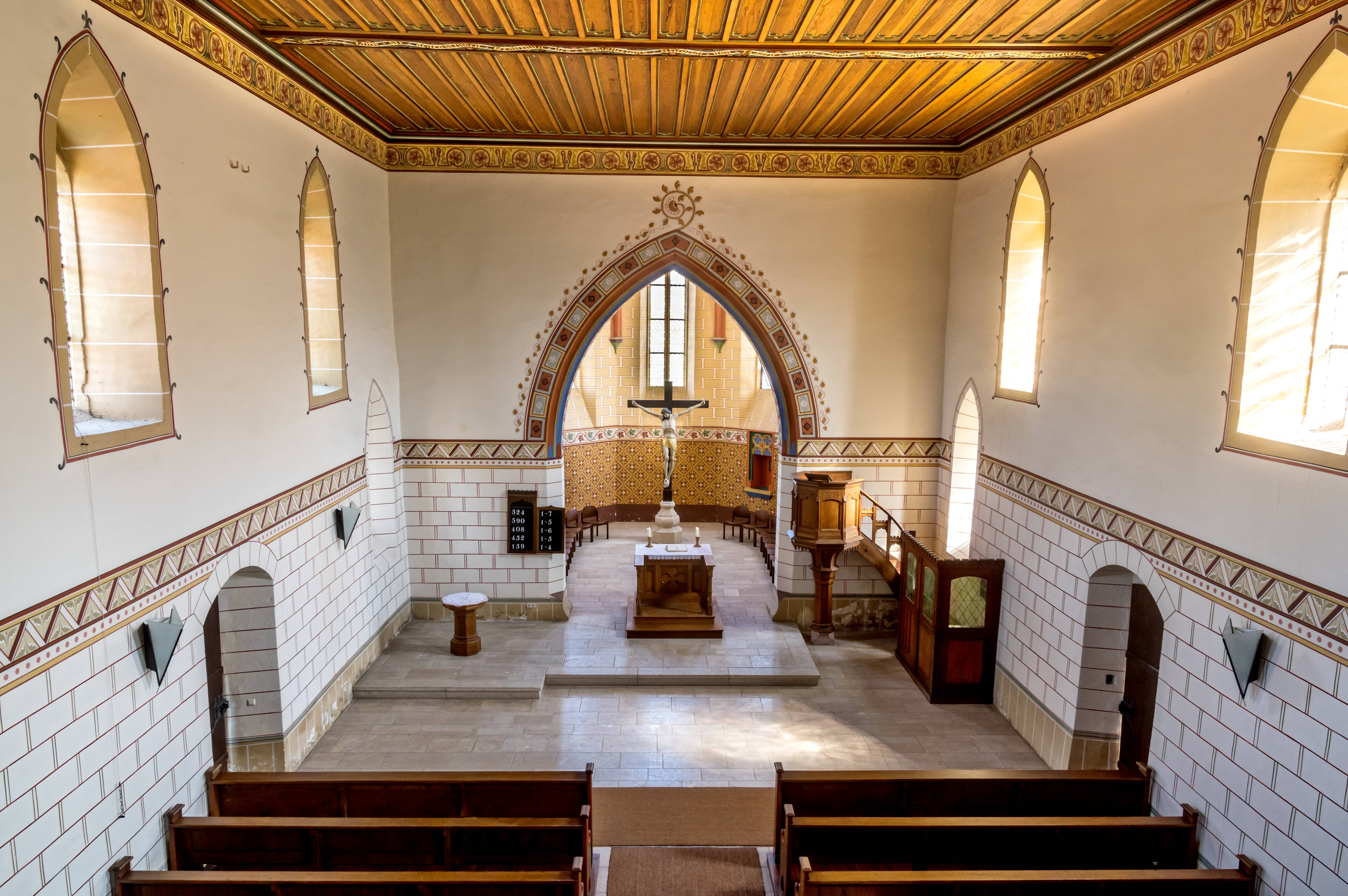
Der Blick von der Empore in den Chor

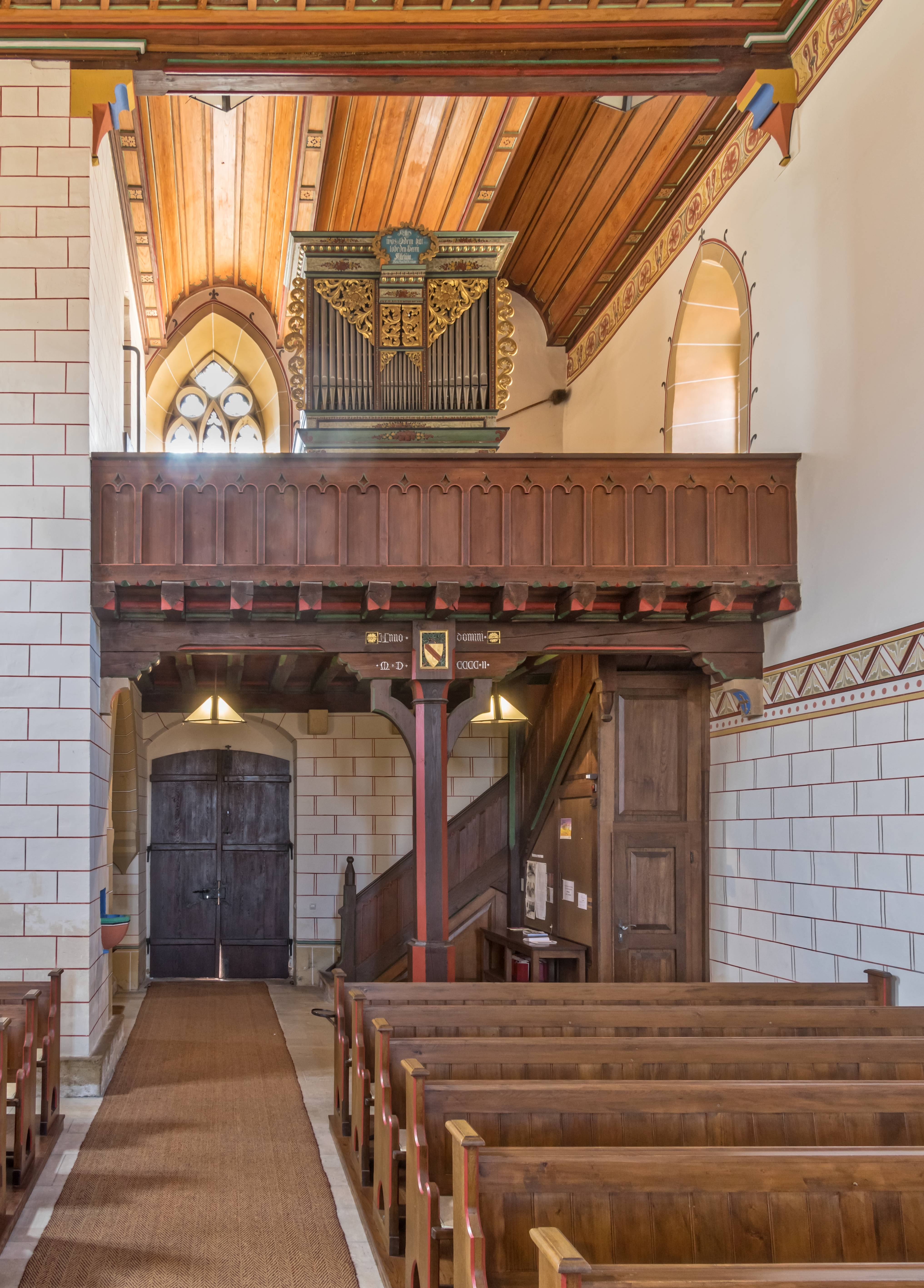
Eingangsportal, Empore und Orgel

Im Inneren ist die Turmhalle, die Kapelle, mit hohlprofilierten Rippen versehen. Die äußeren Umfassungen der Öffnungen zum Eingang und zum Langhaus sind als älteste Bauteile zu erkennen. Das Chorgewölbe weist entsprechende Rippen auf, die auf Konsolen aufsitzen; die Schlusssteine sind mit Blumen verziert. Bei der Renovierung 1902 wurde die flache Putzdecke im Langhaus abgeschlagen und durch eine farblich gefasste, gegliederte Holzdecke ersetzt, die über der Empore in längsliegenden Tonnen gegliedert ist. Aus dieser Zeit stammt auch die von einer Mittelstütze getragene, historisierende Holzempore.
Die Kirche hatte durch die Jahrhunderte keine sichtbaren Änderungen erfahren. Vor der Renovierung 1902 wurde sie auf vermutete Wandmalereien untersucht. In der Turmhalle, die wieder in den Ursprungszustand versetzt wurde, fanden sich ein Weihekreuz und in den Gewölbezwickeln unter „gelber Tünche Blumen in gelbroter und schwarzer Farbe“; das Gewölbe war, wohl in Freskomalerei, mit schwarzen und roten Blumen und Sternen auf elfenbeinfarbenem Grund bedeckt. Im Chor wurden „Apostel mit Kredorollen“ nicht freigelegt, wohl 12 Apostel „mit den Glaubensartikeln auf den Deutschen Spruchbändern“, die in alten Berichten erwähnt worden waren. Letztlich wurde in Chor und Langhaus eine neugotische Wandfassung aufgetragen. Dabei legte man Vorlagen zugrunde, die sich auf die Fassung des 14. Jahrhunderts beriefen. Es wurde eine Technik angewandt, bei der in alter Weise Knochenleim zum Binden benutzt wurde. So wird im Langhaus eine hochliegende Sockelzone mit Quaderbemalung durch einen geometrischen Fries abgeschlossen, der sich in prunkvollerer Ausführung auch um den Chorbogen zieht. Im Chor wird die Sockelzone in Teppichmanier durch einen Fries mit Blattmotiven abgeschlossen, über dem sich farbig gefasste Wandflächen mit gemalter Fugeneinteilung befinden. Auf die Erhaltung dieser Wandgestaltung wurde bei der Renovierung 1985 Wert gelegt.

## Ausstattung
Am Eingang findet sich ein spätgotischer Weihwasserstein, rechts im Chor eine gotische Piscina mit Vierpass. Die Kirchenbänke, die seit 1985 nur noch bis zur Höhe der Seitentüren aufgestellt sind, der Altar, die Kanzel und der Tauftisch stammen von 1902; die historisierenden Gegenstände fügen sich harmonisch in die neugotische Gestaltung des Innenraums ein. Ein großes Kruzifix, das vorher an der Nordwand hing, wurde mit einem Sockel versehen und bildet nun als Standkreuz den Mittelpunkt des Chores.
Eine Besonderheit ist der unmittelbar vor dem Aufgang zur Kanzel stehende Pfarrstuhl, der für einen Beichtstuhl gehalten werden könnte. Tatsächlich handelt es sich um eines der letzten im Markgräflerland noch existierenden Exemplare dieser protestantischen Besonderheit. Der Pfarrstuhl stand nämlich dem Gemeindepfarrer vor der Predigt zur Verfügung. Dort konnte er sich, verborgen vor den Augen der Gemeinde, während des Gemeindegesangs auf die Predigt besinnen und den Talar anziehen.
In der Turmhalle sind zwei Grabplatten ausgestellt, die ursprünglich auf dem Boden des Langschiffs lagen. Eine zeigt einen Mönch, die andere, auf 1503 datiert, ein Wappen mit fünf Kugeln und eine Hand mit Manipel, die einen gotischen Kelch segnet – offensichtlich das Grab eines Geistlichen, wie auch das, teilweise zerstörte, umlaufende Schriftband bestätigt: „ANNO DOMINI MCCCCCIII OBIIT FRATER JOHANN DE friBURGO LAPIDO (?)REQUIESCAT IN PACE AMEN“, also näherungsweise: „1503 starb Pfarrer Johann aus Freiburg, er ruhe in Frieden, Amen“.

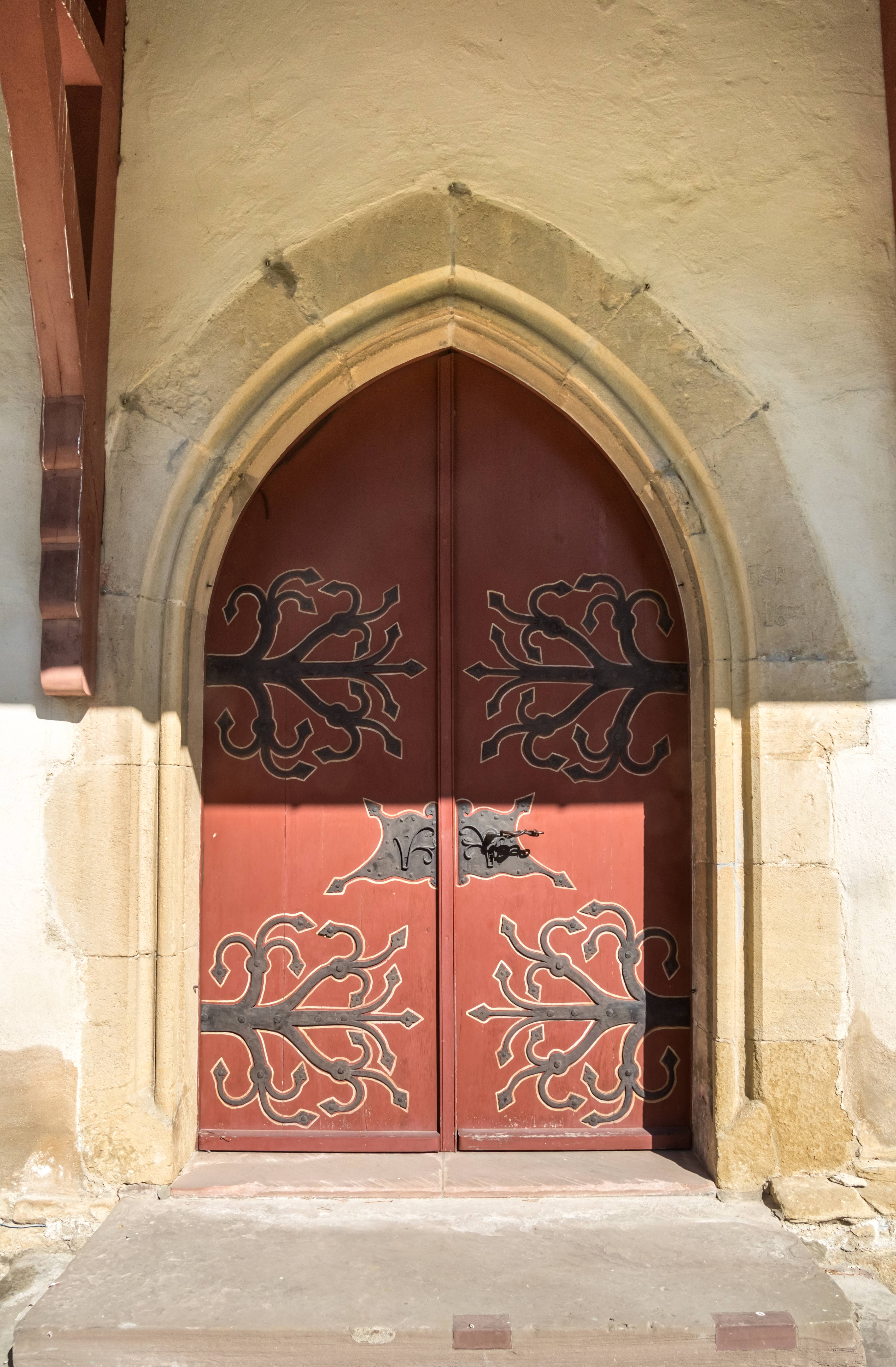
Eingangsportal
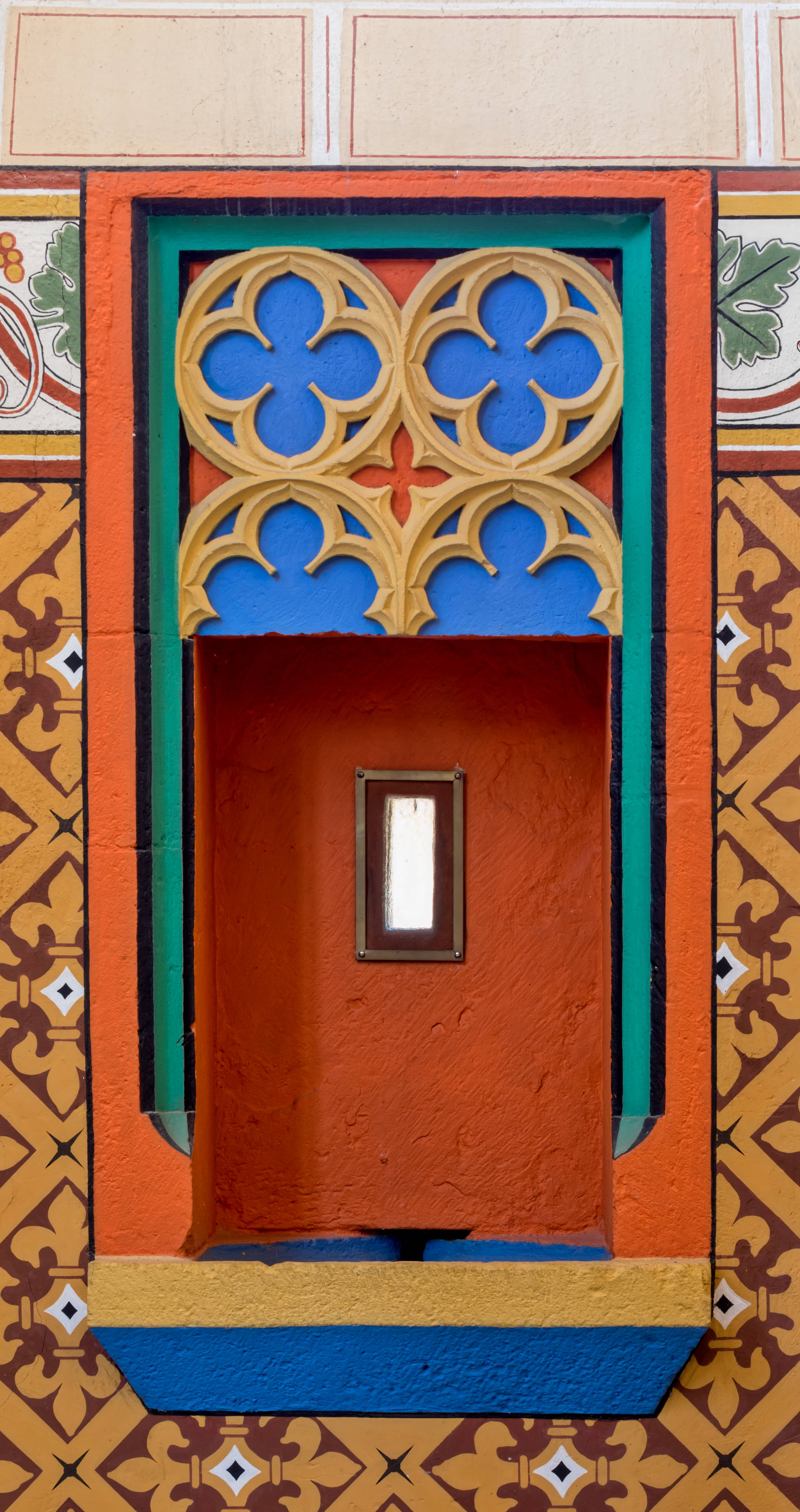
Die Piscina
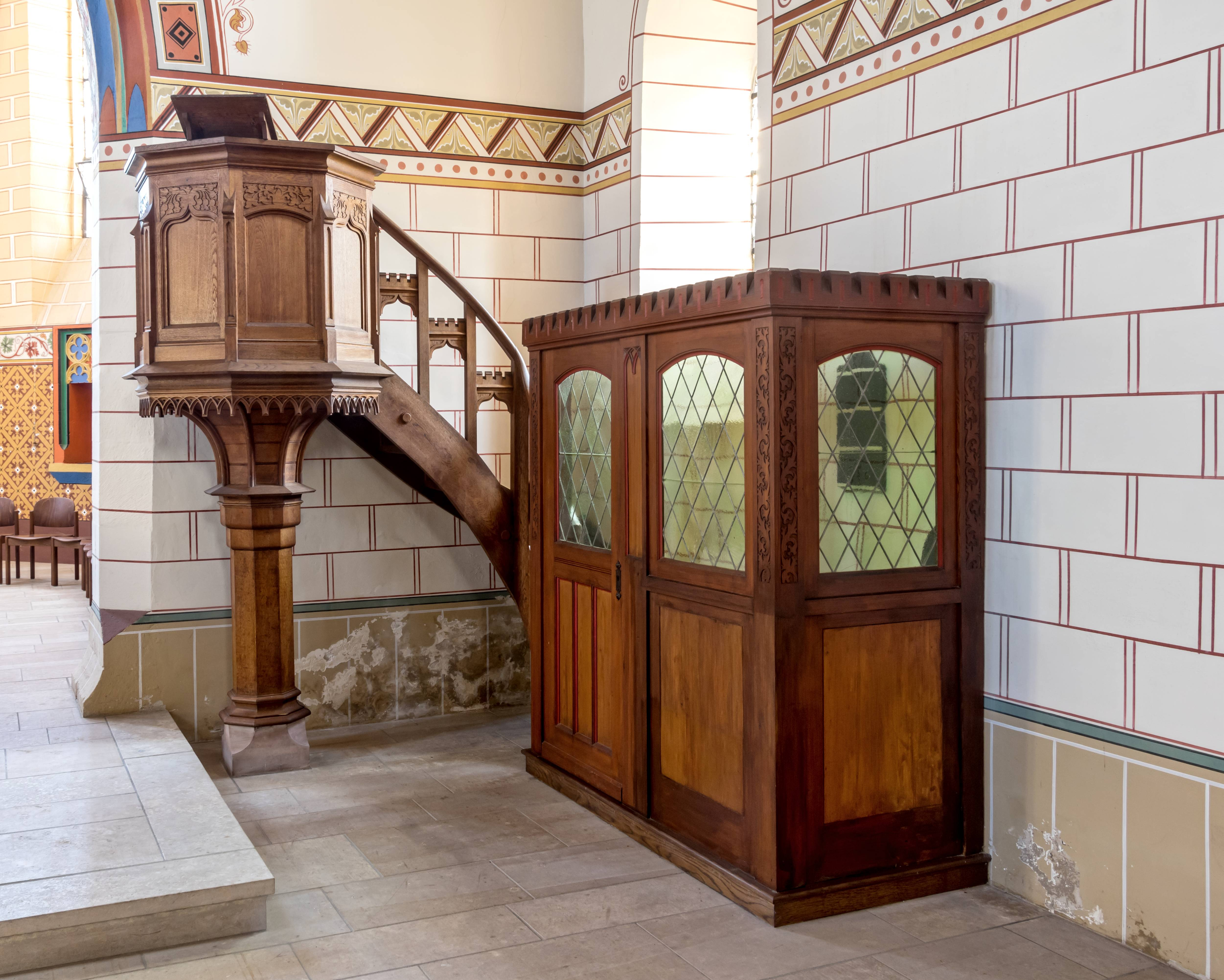
Pfarrstuhl mit Kanzel
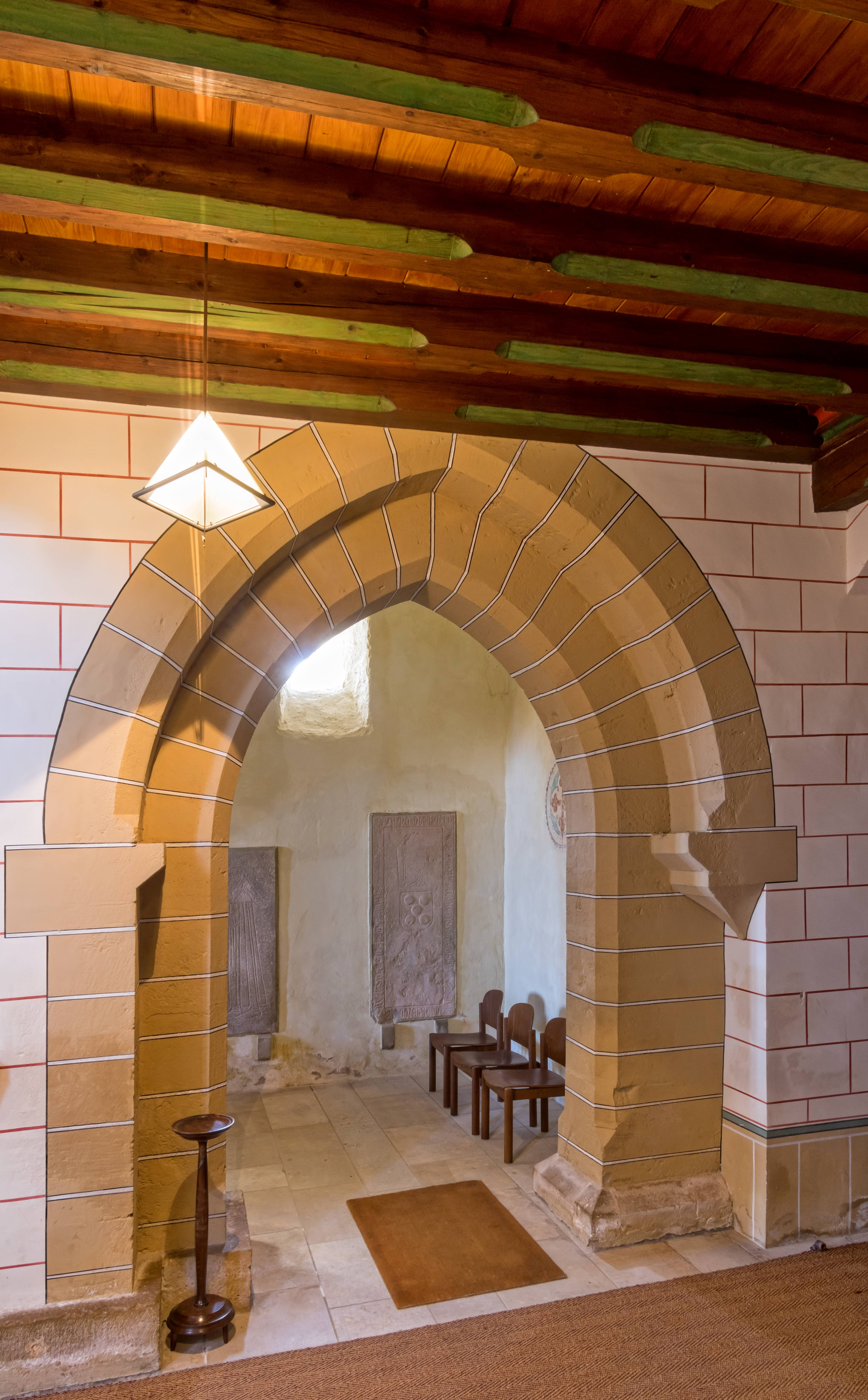
Blick in die Turmhalle
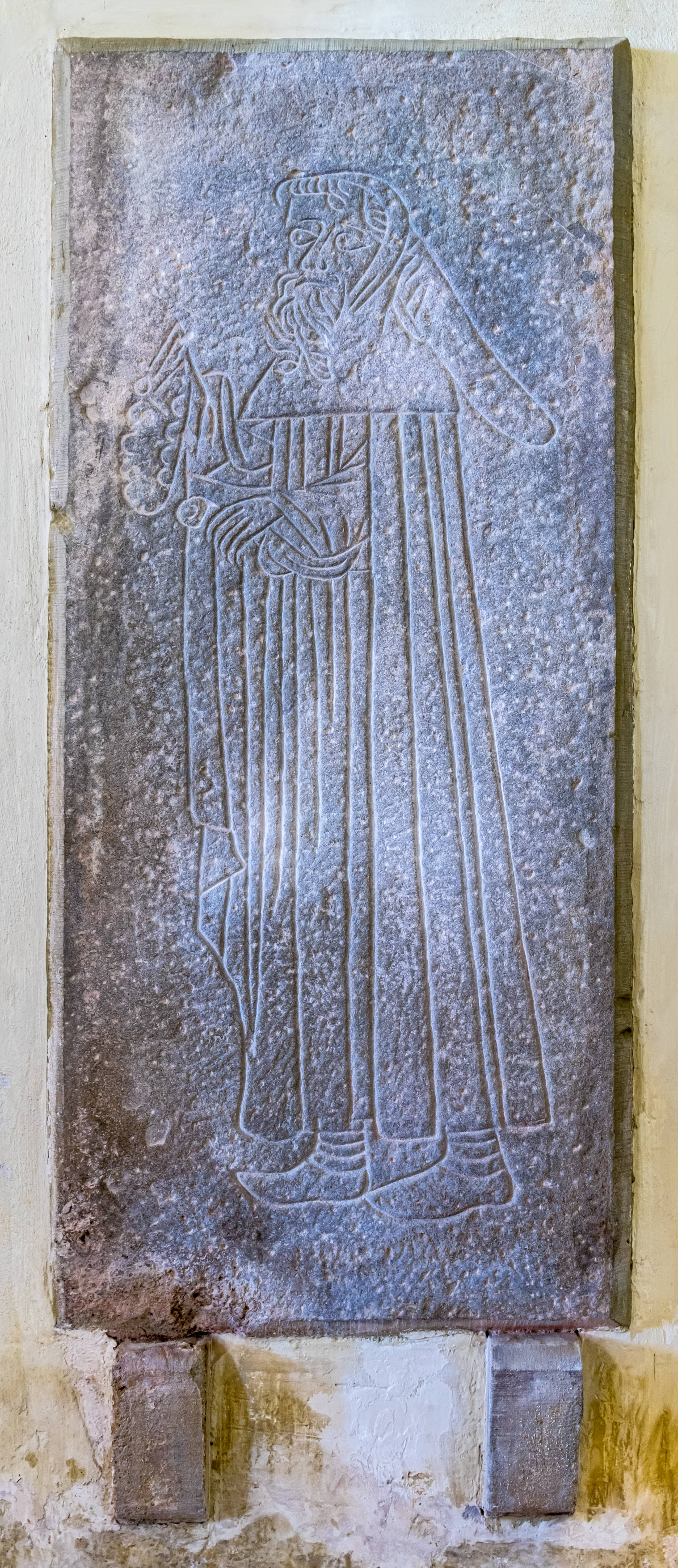
Grabplatte mit Mönch
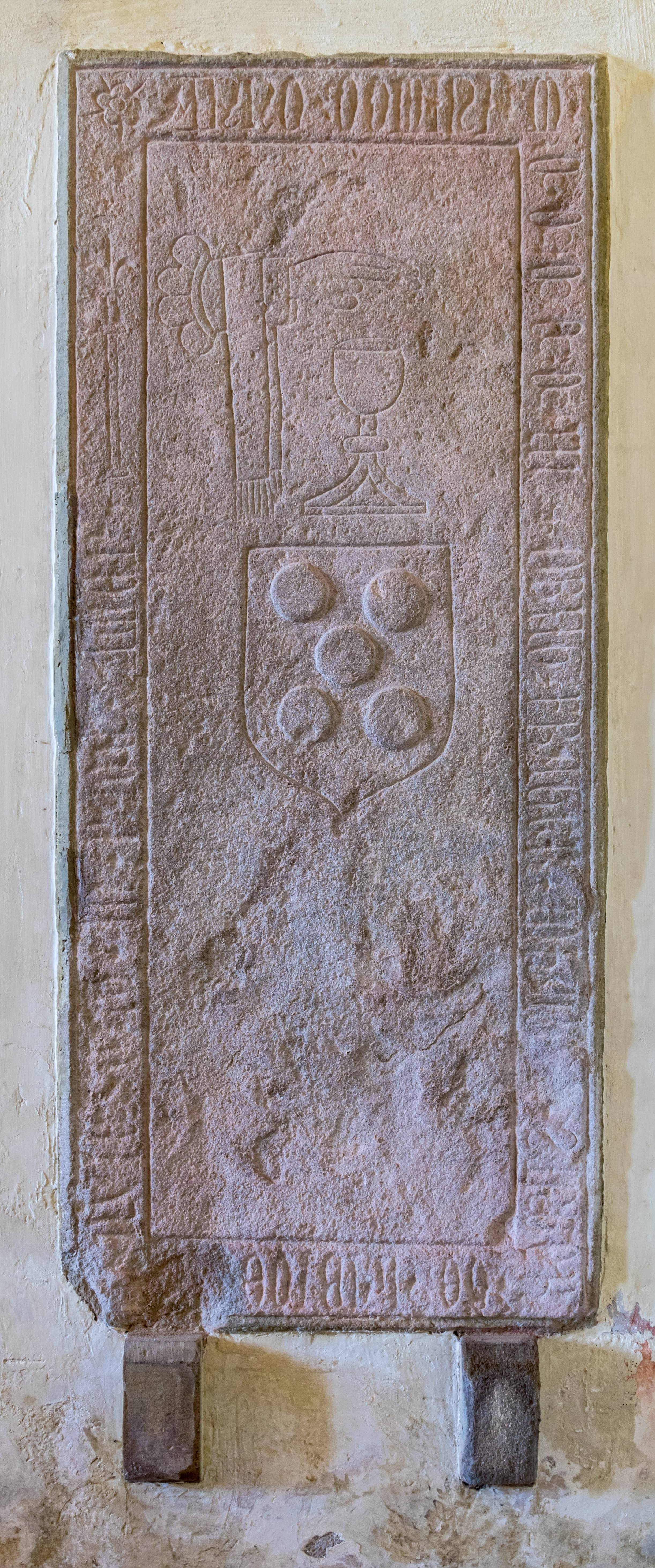
Grabplatte mit Wappen

## Glocken
Die größere der beiden Bronzeglocken der Kirche wurde im Zweiten Weltkrieg eingeschmolzen. 1951 wurde sie ersetzt. 1958 erfolgte noch eine Ergänzung des Geläuts.
| Schlagton | Gussjahr | Gießerei                              |
| d′        | 1958     | Karlsruher Glocken- und Kunstgießerei |
| c″        | 1951     | Glockengießerei Grüninger             |
| es″       | 1923     | Glockengießerei Grüninger             |

## Orgel

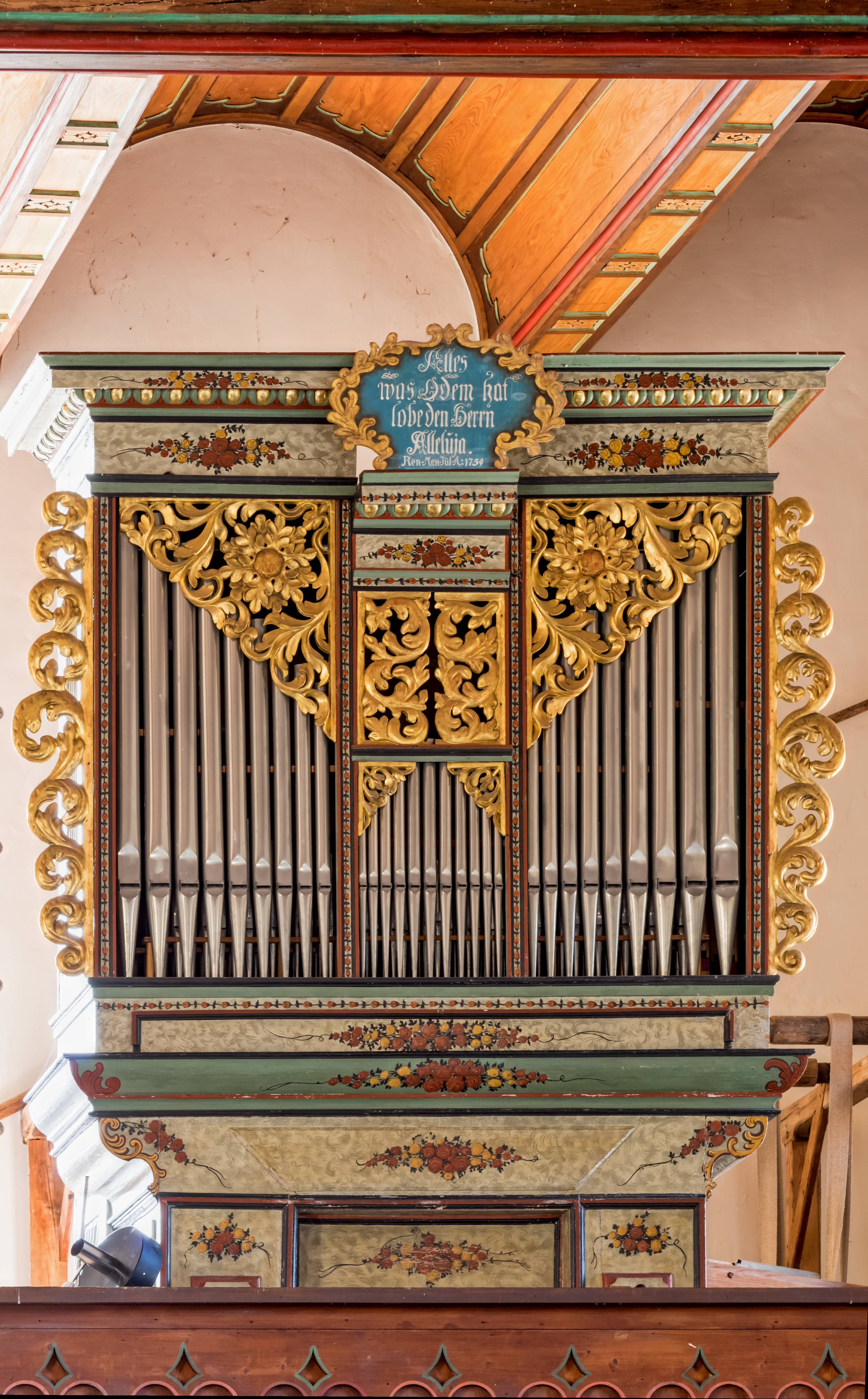
Das Orgelgehäuse von Sebastian Fichslin

Die besondere Kostbarkeit der Kirche ist die unter Denkmalschutz stehende Orgel. Ihr Gehäuse ist einmalig, ihr Werk überwiegend im Zustand von 1800 erhalten.
Im Markgräflerland waren bis 1750 fast ausschließlich fremde, zugewanderte Orgelbauer tätig. Als frühe Ausnahme ist Sebastian Fichslin (Füchslin) aus Sulzburg ermittelt worden. Er hatte nur einen kleinen Wirkungskreis und lieferte kleine Instrumente. Übermittelt sind nicht erhaltene Orgeln für Staufen im Breisgau (1715, mit 6 Registern) und Müllheim (1717/19). Sein letztes bekanntes Werk lieferte er etwa 1719 für die Kirche St. Cyriak in Sulzburg. Nach „unsicheren Quellen“ soll er um 1727 hochbetagt gestorben sein. Diese Orgel wurde bereits 1759 (eventuell durch Johann Hug) umgebaut. Der Mittelteil des Gehäuses wurde abgesenkt und mit einer Kartusche verziert, die die Inschrift trägt: „Alles / was Odem hat / lobe den Herrn / Alleluja. / Ren. Men. Jul. 1759“. In diesem Zustand ist das Gehäuse als eines der ältesten in Baden und als einzige sichtbare Erinnerung an den Orgelbauer Sebastian Fichslin bis heute erhalten.
1800 baute Xaver Bernauer aus Staufen im Breisgau die Orgel um; er stellte sie unter Verwendung des vorhandenen Gehäuses praktisch neu her. So ist sie bis heute im Wesentlichen verblieben und stellt damit neben der Orgel in Fischingen das am vollständigsten erhaltene Werk dieses Meisters dar, von dem im Übrigen neben einigen Registern in Kirchzarten und einigen Gehäusen nichts auf uns überkommen ist. Von Xaver Bernauer stammen die „beiden Faltenbälge, beide Windladen, die Klaviaturen und Wellaturen, die Registerzüge, der Trompetbaß und wahrscheinlich – archivalisch nicht zu belegen – sämtliche Metallpfeifen“.
Die Orgel wurde mehrfach repariert: 1809 und 1811 durch Xaver Bernauer, 1820 durch einen unbekannten Orgelbauer, 1828 durch Joh. Jacob Hurst und 1892 durch August Merklin. 1965 nahm G. F. Steinmeyer & Co. eine Aufarbeitung des alten Bestandes vor, bei der die im Prospekt stehenden Prinzipalpfeifen erneuert wurden. Die Orgel gehörte zu diesem Zeitpunkt immer noch der Kirche St. Cyriak an, wurde jetzt aber aus dem Chorraum auf die Westempore, die ehemalige Herrenloge, versetzt. Dort wurde sie 1970 von dem Orgelbauer Peter Vier noch einmal instand gesetzt. Es stellte sich jedoch heraus, dass sie aus Gründen des Raumklimas für diesen Standort nicht geeignet war, sodass derselbe Orgelbauer sie schließlich 1984 nach St. Ilgen versetzte. Bei dieser Gelegenheit wurde der alte hand- bzw. fußbetriebene Blasebalg zusätzlich wieder eingebaut.
Das Instrument verfügt über 10 Register.
| Manual CD–c3            |       |
| Bourdon                 | 8′    |
| Principal               | 4′    |
| Flöte                   | 4′    |
| Octav                   | 2′    |
| Quinte                  | 1 ⁄3′ |
| Superoctav              | 1′    |
| Mixtur II (ehemals III) | 1′    |

| Pedal C–c0  |    |
| Subbass     | 8′ |
| Oktavbass   | 4′ |
| Trombetbass | 8′ |

- Tremulant
- Koppeln: I/P

Das Klangbild der Orgel ist nach Aussage des 2011 tätigen Kantors „typisch barock, mit spitzer Mixtur.“ Die Stimmung ist mitteltönig modifiziert.

## Würdigung
Die Kirche von St. Ilgen „ist bei weitem die Schönste im ganzen Umkreis“, schreibt 1877 Martini, nachdem er die Geschichte der gesamten Diözese Müllheim erfasst hatte. Im Inneren macht das neugotische Erscheinungsbild der Renovierung von 1902 „einen typischen und geschlossenen Eindruck“.